# Marie Favereau
Pour les articles homonymes, voir Favereau.
Marie Favereau, née le 12 novembre 1977, est une historienne française spécialiste de l'histoire de la Mongolie.

## Biographie
Elle soutient sa thèse d'histoire à l'université Paris-Sorbonne et de Saint-Marin en 2004. Sa thèse est publiée en 2014, sous le titre La Horde d'or : les héritiers de Gengis Khan, illustrée par des photographies de Raymond Jacques. Marie Favereau revient sur l'historiographie de la Horde d'or, que plusieurs pays ont intégrée dans leur récits nationaux.
De 2005 à 2009, elle fait partie de l'Institut français d'archéologie orientale, au Caire. En 2009-2010, elle est à l'université de Princeton. De 2011 à 2014, elle poursuit ses recherches à l'Université de Leyde. De 2014 à 2019, elle est associée au projet de recherche Nomadic Empires: A World-Historical Perspective à l'Université d'Oxford. Elle est ensuite maîtresse de conférences en histoire médiévale à l'université Paris-Nanterre.
En 2021, Marie Favereau publie The Horde. How the Mongols Changed the World. L'ouvrage est publié en français en 2023. Ses recherches portent sur la Horde d’or de Jochi, empire qui a perduré entre le XIIIe et le XVe siècle, et qui englobe la Mongolie, le Kazakhstan, la Russie, la Géorgie, la Bulgarie et l’Ukraine. Pour Marie Favereau, la longévité de cet empire est liée à la structure du pouvoir sans cesse en mouvement, en adéquation avec le mode de vie nomade des Mongols.

## Publication
- La Horde d'or : les héritiers de Gengis Khan, Paris, Éditions de la Flandonnière, 2014
- La Horde : comment les Mongols ont changé le monde, Éditions Perrin, 2023  (ISBN 978-2262099558)

## Prix et distinction
- prix des libraires Payot 2023, catégorie essai[7].
- grand prix, Rendez-vous de l'histoire, Blois, 2023[8],[9].